# Kopytchyntsi
Kopytchyntsi (en ukrainien : Копичинці) ou Kopytchintsy ; en russe : Копычинцы ; en polonais : Kopyczyńce) est une ville de l'oblast de Ternopil, en Ukraine. Sa population s'élevait à 6 850 habitants en 2025.

## Géographie
Kopytchyntsi est située à 55 km au sud-est de Ternopil.

## Histoire
Kopytchyntsi est d'abord un village, fondé au XIVe siècle, et qui reçoit le statut de ville en 1564. Elle change souvent de maître au cours des siècles suivants. En 1672, l'Union de Pologne-Lituanie cède la ville à l'Empire ottoman à la paix de Buczacz. En 1699, la ville est rendue à la Pologne à la suite du traité de Karlowitz conclu avec l'Empire ottoman et qui met fin à la deuxième guerre austro-turque (1683-1699). En 1772, elle devient autrichienne à la suite de la première partition de la Pologne. Le traité de Tilsit (1807) l'attribue à l'Empire russe et en 1815 le Congrès de Vienne la rend à l'Autriche, puis à l'Autriche-Hongrie, jusqu'en 1918.
La ville change encore plusieurs fois de mains au cours de la période troublée qui suit la Première Guerre mondiale, mais le traité de Riga, en 1921, l'attribue à la Pologne. À la suite du pacte germano-soviétique, la ville est occupée par l'Armée rouge en septembre 1939 comme toute la Pologne orientale et annexée peu après par l'Union soviétique. Elle reçoit alors le statut de ville (1939).
De 1941 à 1944, elle est occupée par l'Allemagne nazie. Dans le cadre de la Shoah par balles, plusieurs milliers de Juifs seront massacrés dans la ville et certains déportés au camp d'extermination de Bełżec. Les exécutions de masse auront lieu en juillet 1941, septembre 1942, avril et juin 1943
Après la Seconde Guerre mondiale, la ville redevient soviétique et fait partie de la république socialiste soviétique d'Ukraine. Depuis 1991, elle fait partie de l'Ukraine indépendante.

## Population
Recensements (*) ou estimations de la population :
| 1959* | 1970* | 1979* | 1989* | 2001* | 2011  |
| ----- | ----- | ----- | ----- | ----- | ----- |
| 2 795 | 7 192 | 7 246 | 7 327 | 7 036 | 6 869 |

| 2012  | 2013  | 2014  | 2015  | 2016  | 2017  |
| ----- | ----- | ----- | ----- | ----- | ----- |
| 6 867 | 6 890 | 6 869 | 6 841 | 6 796 | 6 748 |